# ナルシス・ノアール
『ナルシス・ノアール』（Narcisse Noir）は宝塚歌劇団のレビュー作品。星組により1991年5月10日から6月25日に宝塚大劇場、8月4日から8月29日に東京宝塚劇場で上演。形式名は「ミュージカル・レビュー」、24場。併演は『恋人たちの肖像』。2013年8月23日から9月16日に雪組全国ツアーで新場面を加えて『ナルシス・ノアールII』と改題し再演。併演は『若き日の唄は忘れじ』。

## 概要
ロマンチック・レビューシリーズ第6弾にあたるレビューの題名である「ナルシス・ノアール」はフランス語で「黒い水仙」という意味でギリシャ神話やナルシストを取り扱った作品。当時、星組トップスターであった日向薫と毬藻えりをはじめ、紫苑ゆうや麻路さき、花組から組替えしたばかりの白城あやかが出演した。作・演出は岡田敬二で、日向、毬藻にとっては宝塚歌劇団時代最後のレビュー作品となった。
2013年、雪組の全国ツアーで『ナルシス・ノアールII』として新場面を加えて再演。

## 場面（1991年）
第一章　プロローグ
- 音楽：吉崎憲治／振付：羽山紀代美

序曲で緞帳が上がると、ボレロのリズムでナルシストたちが目覚める。やがて、ナルシス・ノアールが眠りから目覚め、歌いだす。
- 歌う妖精（トリオ）：洲悠花、花愛望都、白城あやか
- 歌う妖精（クインテッド）：出雲綾、羽衣蘭、乙原愛、万理沙ひとみ
- ナルシス・ノアール、吟遊詩人：日向薫
- 踊る妖精、歌う娘：毬藻えり
- 歌うナルシスト1：紫苑ゆう
- 歌うナルシスト2：麻路さき

第二章　月とパリス
- 音楽：吉崎憲治／振付：羽山紀代美

月の光を浴びた湖のほとりでは美少年パリスが踊りだすとその姿に魅せられてアルテミスやミューズたちも踊りだす。
- パリス：紫苑ゆう
- アルテミス：白城あやか
- 歌うミューズの乙女：洲悠花
- パン・フルートの少年：雅景
- ゼウス：葉山三千子

第三章　すべては花より甘く香り
- 音楽：吉崎健二／振付：喜多弘

花々をテーマにしたシーン。
- スイートピーの歌手、ナルシス・ダンサー：麻路さき
- ライラックの歌手、ナルシス・ダンサー：紫苑ゆう
- ライラックの女：洲悠花
- アイリスの歌手、ナルシス・ダンサー：日向薫
- カトレアの女：毬藻えり
- カトレアの歌手(女)：一樹千尋
- ナルシス・ダンサー：夏美よう、千珠晄
- フリージアの歌手：稔幸、絵麻緒ゆう、神田智

第四章　アンダルシアの孤独
- 音楽：甲斐正人／振付：謝珠栄

歓呼に答えるマタドール。すると目の前で自分の影が踊りだす。それは本当の自分の姿であるのか?苦悩の末、自分の影と対決し、自分も疲れ果ててしまう。
- エル・マタドール：日向薫
- マタドールの影：紫苑ゆう
- 哀しみの貴婦人：毬藻えり

第五章　オール・バイ・マイセルフ
- 音楽：高橋城／振付：羽山紀代美

自分しか信じず、誰も愛しなかった一人のナルシストが、過去に傷つけた人々のことを思い出す。
- 歌う青年：麻路さき
- 青年（トリオ）：英りお、稔幸、絵麻緒ゆう
- オール・バイ・マイセルフの歌手：日向薫
- 思い出の女S：毬藻えり

第六章　ナルシスのフィナーレ
- 音楽：高橋城／振付：尚すみれ

ロケットダンス、デュエットのダンス、そしてフィナーレへと続く。
- ナルシスのロケット：彰乃早紀、希佳、麻央りつき、二条ゆずる、美々杏里、神田智、万理沙ひとみ、湖月わたる、久城彬、陵あきの、鈴奈沙也、星奈優里、朝峰ひかり、他
- 踊る男（デュエット）：日向薫
- 歌う男：紫苑ゆう
- カデンツァの歌手：花愛望都

## 出演

### 1991年星組（配役も含む）
出典は80年史。
- ナルシス・ノアール、吟遊詩人、歌手、エル・マタドール、デュエットの男 - 日向薫
- 踊る妖精、歌う娘、カトレアの女、貴婦人、デュエットの女 - 毬藻えり
- 歌うナルシスト①、パリス、マタドールの影、歌う男 - 紫苑ゆう
- 歌うナルシスト②、歌手、ダンサー、青年 - 麻路さき

- ゼウス - 葉山三千子
- カトレアの歌手女 - 一樹千尋
- ナルシス・ダンサー - 夏美よう
- 妖精、乙女、ライラックの女 - 洲悠花
- 妖精、カデンツァの歌手 - 花愛望都
- アポロンの青年、踊る男 - 千珠晄
- 歌う貴族 - 愛甲充、泉つかさ
- クインテッド - 出雲綾、羽衣蘭、乙原愛、万理沙ひとみ
- 歌手、青年 - 稔幸、絵麻緒ゆう
- 妖精、アルテミス - 白城あやか

以下は東京のみ
- 第1場・第四場：歌う妖精（トリオ） - 出雲綾
- 第11場(A)：スイートピーのコーラス - 九重はるか
- 第23場：カデンツァの歌手 - 洲悠花

他、宝塚歌劇団星組生徒。

### 2013年雪組
- 壮一帆
- 愛加あゆ

- 未涼亜希
- 夢乃聖夏

他、宝塚歌劇団雪組生徒。

## スタッフ（1991年）
スタッフ名の後ろに「宝塚」・「東京」の文字がなければ両劇場共通。
- 作・演出[1][3]：岡田敬二
- 作曲・編曲[1]：吉崎憲治・高橋城・甲斐正人
- 編曲[1]：橋本和明
- 音楽指揮[1][7]：小高根凡平（宝塚）、北沢達雄（東京）
- 振付[1]：喜多弘・羽山紀代美・尚すみれ・謝珠栄
- 振付助手[1]：立ともみ
- 装置[1]：大橋泰弘
- 衣装[1]：任田幾英
- 照明[1]：今井直次
- 小道具[1]：万波一重
- 効果[1]：三尾典正
- 音響監督[1]：松永浩志
- 演出補[1]：中村暁
- 演出助手[1]：木村信司
- 舞台進行[1]：赤坂英雄
- 製作担当[7]：横山美次（東京）
- 制作[1]：小林公一
- 制作・著作：宝塚歌劇団

## 公演日程（2013年）
出典はこちら
- 8月23日（金）・24日（土）・25日（日）　梅田芸術劇場メインホール（大阪府）
- 8月28日（水）　金沢歌劇座（石川県）
- 8月29日（木）　オーバード・ホール（富山県）
- 8月31日（土）・9月1日（日）　市川市文化会館（千葉県）
- 9月3日（火）　松戸･森のホール21 (千葉県)
- 9月4日（水）　和光市民文化センター（埼玉県）
- 9月5日（木）　伊勢崎市文化会館（群馬県）
- 9月7日（土）・8日（日）　ニトリ文化ホール(旧・北海道厚生年金会館)（北海道）
- 9月10日（火）　八戸市公会堂（青森県）
- 9月12日（木）　北上さくらホール（岩手県）
- 9月14日（土）　名取市文化会館（宮城県）
- 9月15日（日）・16日（月）　イズミティ21（宮城県）